# Robert Le Vigan
Robert Le Vigan, pseudonimo di Robert-Charles-Alexandre Coquillaud (Parigi, 7 gennaio 1900 – Tandil, 12 ottobre 1972), è stato un attore francese.

## Biografia
Figlio di un medico veterinario, si rifiutò di seguire le orme paterne e si interessò fin dall'inizio alla recitazione. Dopo il servizio militare riprese l'attività in vari teatri di provincia. Negli anni trenta venne notato dal regista Julien Duvivier, che gli offrì dei ruoli non da protagonista ma comunque molto interessanti. Durante la guerra collaborò attivamente con gli occupanti nazisti, sia come artista partecipando a diverse trasmissioni radiofoniche, dove manifestò il suo antisemitismo, sia come delatore soprattutto nei confronti di suoi colleghi.
Nel 1944 fuggì dalla Francia in compagnia dello scrittore Louis-Ferdinand Céline (esperienza che si tradusse in diversi romanzi), e per questo motivo non poté portare a termine le riprese del film Amanti perduti ed il suo ruolo, pur secondario, venne affidato a Pierre Renoir. Al suo rientro fu arrestato, processato e condannato a dieci anni di lavori forzati, ma ne scontò solo tre, decidendo poi di andare in esilio prima in Spagna e poi in Argentina. Nel 1951 girò il suo ultimo film, per poi vivere dimenticato nella miseria fino alla morte, avvenuta nel 1972.

## Filmografia parziale
- I cavalieri della morte (Les cinq gentlemen maudits), regia di Julien Duvivier (1931)
- Le chien jaune, regia di Jean Tarride (1932)
- Madame Bovary, regia di Jean Renoir (1933)
- Tunnel (Le Tunnel), regia di Curtis Bernhardt (1933)
- Il principe di Kainor (Le petit roi), regia di Julien Duvivier (1933)
- Il giglio insanguinato (Maria Chapdelaine), regia di Julien Duvivier (1934)
- Jérôme Perreau héros des barricades, regia di Abel Gance (1935)
- Golgota (Golgotha), regia di Julien Duvivier (1935)
- La bandera, regia di Julien Duvivier (1935)
- Jenny, regina della notte (Jenny), regia di Marcel Carné (1935)
- Elena studentessa in chimica (Hélène), regia di Jean Benoit-Lévy (1935)
- Un marito scomparso (Un de la légion), regia di Christian-Jaque (1936)
- Verso la vita (Les Bas-fonds), regia di Jean Renoir (1936)
- Il fu Mattia Pascal (L'homme de nulle part), regia di Pierre Chenal (1937)
- La cittadella del silenzio (La citadelle du silence), regia di Marcel L'Herbier (1937)
- Il tiranno del Tibet (Tempête sur l'Asie), regia di Richard Oswald (1938)
- Il porto delle nebbie (Le Quai des brumes), regia di Marcel Carné (1938)
- Ernesto il ribelle (Ernest le rebelle), regia di Christian-Jaque (1938)
- Luisa (Louise), regia di Abel Gance (1939)
- Il carro fantasma (La Charrette fantôme), regia di Julien Duvivier (1939)
- Paradiso perduto (Paradis perdu), regia di Abel Gance (1940)
- L'assassinio di Papà Natale (L'assassinat du Père Noël), regia di Christian-Jaque (1941)
- Vie privée, regia di Walter Kapps (1942)
- La casa degli incubi (Goupi mains rouges), regia di Jacques Becker (1943)